# Antonín Moudrý (fotbalista)
Antonín Moudrý (31. ledna 1905 – 24. července 1979) byl český fotbalista, útočník, reprezentant Československa.

## Sportovní kariéra
Za československou reprezentaci odehrál roku 1932 jedno utkání. Hrál za Viktorii Žižkov
a AC Sparta Praha. Za Spartu v letech 1925–1933 nastoupil v 78 utkáních a dal 20 gólů. Ve Francii hrál za Montpellier SO a OGC Nice.

### Ligová bilance
| Ročník                      | Zápasy | Góly | Klub            |
| --------------------------- | ------ | ---- | --------------- |
| Středočeská 1. liga 1925/26 | 1      | 0    | AC Sparta Praha |
| 1. asociační liga 1931/32   | -      | -    | Viktoria Žižkov |
| 1. asociační liga 1932/33   | -      | -    | AC Sparta Praha |
| 1. francouzská liga 1933/34 | -      | -    | Montpellier SO  |
| CELKEM                      | 131    | 0    |                 |